# Teletón 2000 (Chile)
La Teletón 2000 fue la décima sexta versión de la campaña solidaria realizada en Chile los días 1 y 2 de diciembre. El lema de esta versión fue «Un desafío para los chilenos», desafío que fue cumplido al superarse la meta con una recaudación final de $ 6 450 614 205 (US$ 12 899 895). El niño símbolo fue Ignacio Soto.
Nuevamente la cruzada se vio interrumpida, debido a que en diciembre de 1999 y en enero de 2000 se realizaron en Chile las elecciones presidenciales.

## Desarrollo
A las 22:00 horas del día 1 de diciembre se dio inicio a la Teletón con el animador Antonio Vodanovic en compañía de todos los niños símbolos de las anteriores cruzadas desde 1978 hasta 1998 en el frontis del Teatro Teletón, para luego dar paso a un número musical con Álvaro Véliz, José Alfredo Fuentes, Cecilia Echenique, Rachel y Mala Junta quienes terminarían cantando el himno de ese año. Luego, Vodanovic presenta a Don Francisco quien realizó su tradicional discurso motivacional, que tuvo como novedad la proyección en pantalla gigante de los momentos más importantes de todas las teletones realizadas hasta ese momento, para finalmente, presentar a los animadores del primer bloque y a las autoridades presentes en el público del teatro. El momento culminante y el más emotivo llegó cuando Millaray Viera, hija del fallecido cantante uruguayo Gervasio, realiza un homenaje a su padre y también a los que han fallecido y apoyado en vida a la cruzada durante los 22 años que llevaba en ese entonces.
Al finalizar el bloque de apertura se da inicio a un espacio de cumbias realizado desde el Teatro Monumental, (actual Teatro Caupolican). Este bloque se emitió en 2 turnos durante el trasnoche alternándose con la transmisión desde el Teatro Teletón. Luego de terminar la primera parte de dicho segmento, en el Teatro Teletón un grupo de deportistas encabezados por Eliseo Salazar realiza un original musical, en el que estuvieron gente del medio deportivo como Mario Mauriziano, Gert Weil, Carlos Caszely, Rocío Ravest y Fernando González. 
En la madrugada es el turno del bloque de humor preparado para la ocasión con Checho Hirane y Cristián García-Huidobro como animadores centrales. Ya en el trasnoche llega el bloque femenino conducido por Kike Morandé y la revelación humorística de ese minuto, Charly Badulaque encarnado por Claudio Reyes. Al amanecer es el turno de la esperada "Vedetón" animada por Leo Caprile y con la participación de Marcos "Charola" Pizarro.
En la mañana hubo una lentitud tremenda de donaciones, el cual fue tristemente empañado por una seguidilla de cortes de luz que afectaron al teatro. En esa ocasión Mario Kreutzberger pidió a Chilectra la posibilidad de contar con un generador para poder continuar el programa en caso de algún nuevo corte de energía eléctrica. Seguido de esto, llega el turno del segmento de La Nueva Ola con el locutor de Radio Pudahuel Pablo Aguilera. Más tarde se desarrolló el bloque infantil, que en esta oportunidad se realizó desde el Court Central del Estadio Nacional.
Por la tarde se concretan las tareas de Disfruta, Lomitón, Líder y Santa Isabel. La lentitud tremenda de los aportes se hizo notoria: es en ese momento cuando de improviso aparece en el escenario el artista venezolano José Luis Rodríguez "El Puma", quien hizo un emotivo llamado a los chilenos a levantarse y colaborar, acto seguido cantó "El pavo real". Los últimos minutos se acercaban, y antes de dar el paso a los noticieros de cada canal de televisión, Líder anuncia que se recaudaron en total $250 387 198, siendo este el mayor aporte de la historia de la Teletón, batiendo el proprio récord de la empresa en la campaña anterior. Seguido de esto se leyó el último cómputo en el teatro, que fue de $3 524 679 023, cercano al 60% del total.
A las 22:04 del 2 de diciembre comenzó el bloque final en el Estadio Nacional, con el ganador del programa Nace una estrella Juan Diego Alarcón, entonando el "Himno de la alegría". A las 23:02 se mostraba un cómputo impresionante: $4 926 119 349, poco más del 80% de la meta. En dos horas se recaudaron $1 400 millones, poniendo el miedo de no llegar a la meta bajo tierra. Transcurre la noche y finalmente, luego de 26 horas y 56 minutos de transmisión ininterrumpida, a las 00:56, se da el último cómputo el cual sobrepasa la meta: $6 450 614 205. Don Francisco agradece a todos los que han colaborado en la cruzada solidaria. Después de eso, los animadores y artistas se subieron al Tren de la felicidad para dar una vuelta olímpica, cerrando así la campaña.

### Número Mágico Teletón
Esta Teletón tuvo como curiosidad hacer un concurso que se denominó "El Número Mágico Teletón", el cual consistía en una especie de lotería. Para poder participar del sorteo, se debían preferir los productos y servicios de aquella Teletón. El premio consistía en ganar un total de hasta $ 1 millón (US$ 1 907) en productos adheridos a la cruzada solidaria. El número ganador salía seleccionado (sobre una base de mil opciones entre 0 y 999) en los noticiarios centrales de esa época en los canales de la televisión abierta:
- Teletrece (Canal 13 - único canal en donde se mostraba al aire el resultado con un acta firmada ante notario)
- 24 Horas (Televisión Nacional de Chile)
- Meganoticias (Megavisión)
- Chilevisión noticias (Chilevisión)
- Telediario (Red Televisión)
- Página Uno (UCV Televisión)

## Participantes
| - Alberto Plaza - Mala Junta (intérpretes del himno oficial "Sigue viva la ilusión") - Mario Rebolledo "Douglas" - Cecilia Echeñique - Millaray Viera - Gondwana - Álvaro Véliz - La Sonora de Tommy Rey - Lucybell - Chancho en Piedra - La Sociedad - Pablo Herrera - Joe Vasconcellos - Tropical Sound - René de la Vega - Alegría - Lucero - Pedro Fernández - Antonio Ríos - Luis Fonsi - Solo para mujeres - María Giammaria - Nancy Guerrero - Eduardo Antonio - Lynda - La Mosca Tsé-Tsé - Cuentos de la Cripta (de Venezuela) - Amaury Gutiérrez - Azul Azul - Elvis Crespo - José Luis Rodríguez "El Puma" - Organización X - Fulanito | - Álvaro Salas - Peter Veneno - Dinamita Show - Los Indolatinos - Memo Bunke - Millenium Show - Dino Gordillo - Melón y Melame - Charly Badulaque - Coco Rallado - Luciano Bello - La Cuatro - Profesor Rossa - Cachureos - Zoolo TV - Estación Buena Onda - Tatiana Merino - Marcia Sáenz - Beatriz Alegret - Anoika Wade - Nanci Guerrero - María Giammaria |

## Telefonistas (solamente bloque de apertura)
| Rostro               | Región                                              |
| -------------------- | --------------------------------------------------- |
| Yulissa del Pino     | I Región de Tarapacá                                |
| Pedro Pavlovic       | II Región de Antofagasta                            |
| Gloria Aros          | III Región de Atacama                               |
| Cristián Briceño     | IV Región de Coquimbo                               |
| Julián Elfenbein     | V Región de Valparaíso                              |
| Jorge Zabaleta       | VI Región del Libertador General Bernardo O´Higgins |
| Titi García-Huidobro | VII Región del Maule                                |
| Carolina Gutiérrez   | VIII Región del Bío-Bío                             |
| Nicolás Vergara      | IX Región de la Araucanía                           |
| Marcela Vacarezza    | X Región de Los Lagos                               |
| Catalina Pulido      | XI Región de Aysén                                  |
| Mauricio Bustamante  | XII Región de Magallanes                            |
| Iván Núñez           | Región Metropolitana de Santiago                    |
| Carolina Arregui     | Llamadas internacionales                            |

## Transmisión
- Red Televisión
- UCV Televisión
- Televisión Nacional de Chile
- Megavisión
- Chilevisión
- Corporación de Televisión de la Pontificia Universidad Católica de Chile, Canal 13
- Telenorte

### Programación
| Horario                                | Bloque                             | Contenido |
| -------------------------------------- | ---------------------------------- | --- |
| 22:00-00:10                            | Obertura                           | Bloque inaugural, animado por Don Francisco, Antonio Vodanovic, Cecilia Bolocco, Javier Miranda, Checho Hirane, Luis Jara, Jorge Hevia, Juan Carlos Valdivia y Mauricio Israel. Incluyó una rutina humorística de Álvaro Salas. Actuaciones musicales - Musical de obertura con Álvaro Véliz, José Alfredo Fuentes, Douglas, Cecilia Echenique, Rachel y Mala Junta - "Celebrar con alegría", "Sigue viva la ilusión" - Lucero - "Mi destino eres tú" - Myriam Hernández - "Quién cuidará de mi", "Mañana" - Musical de Tango bailado por Cecilia Bolocco - "Cecilia" - Pedro Fernández - "Yo no fui" - Musical de Millaray Viera en homenaje a Gervasio - "Con una pala y un sombrero" |
| 00:10-01:30                            | Gran Bailanta                      | Desde el Teatro Monumental. Con Daniel Fuenzalida, José Miguel Viñuela, Macarena Ramis, María Laura Donoso y Giancarlo Petaccia. Actuaciones musicales - Organización X - Antonio Ríos - Grupo Alegría - Tropical Sound |
| 01:30-04:00                            | Gala del humor                     | Con Don Francisco, Vivi Kreutzberger, Checho Hirane y Cristián García-Huidobro Incluyó las rutinas humorísticas de Dinamita Show, Peter Veneno, Memo Bunke, Dino Gordillo y "Melón y Melame". Actuaciones musicales - Musical de deportistas |
| 04:00-04:30                            | Backstage 1                        | Con Felipe Izquierdo y los hermanos Fernando y Nicolás Larraín |
| 04:30-06:00                            | Solo para mujeres                  | Con Kike Morandé y Claudio Reyes (como "Charly Badulaque"). Incluyó una rutina humorística de Millenium Show Actuaciones musicales - Sólo para mujeres - César Ávila - "Por amarte así" - Luis Fonsi - "Imagíname sin ti" |
| 06:00-06:30                            | Backstage 2                        | Con Felipe Izquierdo y los hermanos Fernando y Nicolás Larraín |
| 06:30-07:30                            | Sexytón                            | Con Leo Caprile. Incluyó las presentaciones de María Giammaría y Nancy Guerrero |
| 07:30-08:30                            | Noticias Teletón 2000              | Con Silvia Carrasco (Canal 13), Eduardo Cruz-Johnson (TVN), Eduardo Palacios (Megavisión), Rodolfo Baier (CHV) y Sergio Campos (Red Televisión) |
| 08:30-10:30                            | Bloque matinal                     | Con Don Francisco, Antonio Vodanovic, Bárbara Rebolledo, Javiera Contador y Savka Pollak. Paralelamente hubo un bloque deportivo desde Movicenter con Mario Mauriziano, Patricio Strahovsky y Titi Ahubert Actuaciones musicales - Álvaro Véliz - Musical "Greystoke, el rey de los monos" |
| 10:30-12:30                            | Bloque infantil                    | Desde el Court Central del Estadio Nacional con Arturo Walden "El Kiwi", Marcelo Hernández, el Profesor Rossa y Matías Vega. Actuaciones musicales - Supernova - "Tú y yo" |
| 12:30-14:00                            | La Nueva Ola                       | Con Don Francisco, Pablo Aguilera, Germán Valenzuela y Jennifer Warner. Incluyó una votación telefónica para elegir la mejor canción de "La Nueva Ola" Actuaciones musicales - Eduardo Antonio |
| 14:00-17:00                            | Bloque juvenil                     | Con Don Francisco, Paulina Nin de Cardona, Jennifer Warner y Sissi Fleitas. Actuaciones musicales - Lynda - "No quiero verte más" - Amaury Gutiérrez - "Yo sé que es mentira" - Generación 2000 - La Mosca Tsé-Tsé - "Para no verte más" - Lucybell - Chancho en Piedra - "Eligiendo una reina" |
| 17:00-19:30                            | Festival de variedades y musicales | Con Don Francisco, Fernando Alarcón, Jennifer Warner, Vivi Kreutzberger, Paulina Nin de Cardona y José Alfredo Fuentes. Actuaciones musicales - Canal Magdalena - "Mentalidad televisiva" - Javiera y Los Imposibles - "El muchacho de los ojos tristes" |
| 19:30-21:21                            | Estelar de cierre                  | Con Don Francisco, Vivi Kreutzberger, Andrea Molina, Miguelo e Ivette Vergara. Incluyó un Festival de la Canción con actores de teleseries Actuaciones musicales - La Sociedad - "Tanta pasión" - José Luis Rodríguez "El Puma" - "Pavo real" - Cuentos de la Cripta - "El gato volador" - Pablo Herrera - "Tengo un amor" |
| Noticieros de cada canal (21:22-22:04) |                                    | |
| 22:05-01:06                            | Cierre                             | Desde el Estadio Nacional, con Don Francisco, Cecilia Bolocco, Rafael Araneda, Jorge Hevia, Raúl Alcaino, Karen Doggenweiler, Leo Caprile, Cristián de la Fuente y Andrea Molina. Incluyó las rutinas humorísticas de "La Cuatro" (Gloria Benavides) y "Luciano Bello" (Felipe Camiroaga). La transmisión fue dirigida por Mauricio Correa Godoy. Actuaciones musicales - Musical de obertura - "Himno de la alegría" - Joe Vasconcellos - "Huellas", "Las seis" - Azul Azul - "La bomba" - Elvis Crespo - "Píntame", "Tu sonrisa", "Suavemente" - Gondwana - "Antonia" - Lucero - "No puedo más", "Popurrí" - Antonio Ríos - "Popurrí" - Alberto Plaza - "Pudo ser un gran amor, "Ahora es Miguel" - Pedro Fernández - "Mi forma de sentir" - Fulanito - "Chíllame la goma" - José Luis Rodríguez "El Puma" - "Agárrense de las manos", "Que viva la alegría" - Douglas - "Cariño malo", "Sigo romántico", "La joya del Pacífico" - Musical de cierre - "Celebrar con alegría", "Sigue viva la ilusión" |

## Recaudación

### Cómputos
| Hora  | Monto en pesos  | % meta   | Monto en dólares |
| ----- | --------------- | -------- | ---------------- |
| 22:19 | $ 196 131       | < 0,01 % | $ 373            |
| 23:49 | $ 231 440 734   | 3,83 %   | $ 440 839        |
| 02:11 | $ 447 363 059   | 7,41 %   | $ 852 120        |
| 04:05 | $ 512 499 075   | 8,49 %   | $ 976 188        |
| 11:03 | $ 634 301 114   | 10,51 %  | $ 1 208 192      |
| 13:07 | $ 867 323 021   | 14,38 %  | $ 1 652 043      |
| 15:10 | $ 1 349 693 205 | 22,38 %  | $ 2 570 844      |
| 16:47 | $ 1 792 335 028 | 29,72 %  | $ 3 413 971      |
| 18:04 | $ 2 132 455 880 | 35,36 %  | $ 4 061 820      |
| 19:16 | $ 2 598 432 057 | 43,09 %  | $ 4 949 394      |
| 20:30 | $ 3 018 554 713 | 50,05 %  | $ 5 749 628      |
| 21:04 | $ 3 524 679 023 | 58,45 %  | $ 6 713 674      |
| 23:02 | $ 4 926 119 349 | 81,69 %  | $ 9 383 084      |
| 23:38 | $ 5 380 126 421 | 89,22 %  | $ 10 247 859     |
| 00:18 | $ 5 892 329 707 | 97,71 %  | $ 11 223 485     |
| 00:56 | $ 6 450 614 205 | 106,97 % | $ 12 286 884     |

### Auspiciadores
| Empresa              | Rubro             | Monto en pesos  | Monto en dólares |
| -------------------- | ----------------- | --------------- | ---------------- |
| 188 Telefónica Mundo | Telefonía         | $200 500 188    | $ 381 905        |
| Telefónica Móvil     | Telefonía celular | $200 500 188    | $ 381 905        |
| Banco de Chile       | Banco             | $135 000        | $ 257 142        |
| Cachantún            | Agua mineral      | $50 384 528     | $ 95 970         |
| Cerveza Cristal      | Cervezas          | $63 602 267     | $ 121 147        |
| Clos de Pirque       | Vinos             | $62 190 840     | $ 118 458        |
| Colún                | Quesos            | $48 731 671     | $ 92 822         |
| Crush Orange         | Bebidas           | $46 547 668     | $ 88 662         |
| Elite                | Papel higiénico   | $60 328 140     | $ 114 910        |
| Hasbro               | Juguetes          | $40 071 924     | $ 76 327         |
| Johnson's Clothes    | Sastrería         | $40 300 000     | $ 76 761         |
| Lan Chile            | Aerolíneas        | $65 000         | $ 123 809        |
| Lucchetti            | Pastas            | $46 500 000     | $ 88 571         |
| Néctar Yuz           | Jugos             | $45 660 700     | $ 86 972         |
| Omo                  | Detergente        | $61 135 952     | $ 116 449        |
| Pampers              | Pañales           | $50 660 700     | $ 96 496         |
| Pepsodent            | Pasta dental      | $98 715 775     | $ 188 030        |
| Sedal                | Champú            | $98 715 775     | $ 188 030        |
| Ripley               | Multitiendas      | $42 753 280     | $ 81 434         |
| Savory               | Helados           | $42 300 000     | $ 80 571         |
| Huesitos de Soprole  | Yogur y Leche     | $85 000         | $ 161 904        |
| Salco Farmacias      | Farmacias         | $62 617 000     | $ 119 270        |
| Super Pollo          | Avícola           | $61 173 456     | $ 116 520        |
| Tapsin               | Analgésicos       | $55 000         | $ 104 761        |
| Té Supremo           | Té                | $46 000         | $ 87 619         |
| Total                | 26 empresas       | $ 1 510 174 089 | $ 2 876 522      |

### Tareas solidarias
A pesar de que en varias ediciones de este evento se ha incursionado en este rubro, la Teletón de ese año se destacó por sobre otras por la originalidad de las tareas que se realizaron durante la misma para que grandes empresas agregaran importantes donaciones.
- Lomitón: Durante el transcurso completo del programa y en forma ininterrumpida, estuvieron abiertos todos los locales Lomitón, desde Iquique a Puerto Montt, con el objetivo de que se vendieran 270 mil unidades de sándwiches, en aproximadamente 20 horas. Esta meta fue superada, lo que permitió que esta cadena de restaurantes donara $ 84 599 000 (US$ 161 140).
- Líder: Desde el inicio del evento, en el Teatro Teletón hubo un enorme reloj de arena que debía dejar caer su arena 5 veces (por las 5 letras de la palabra LIDER que se iban encendiendo una por una cada vez que caía el último grano de arena del reloj) a partir de la apertura de todos los Megamercados Líder el día 2 de diciembre, momento en que se recaudaría a la campaña el 100% de las compras de todos los productos que estaban adheridos a la Teletón. Sin embargo, lo más importante fue cuando a partir de las 17:05, momento en que se encendió la última letra, durante una hora y media se recaudaron las compras de cada producto a lo largo del país, lo que permitió que Líder entregara a las 20:55 la donación de $ 250 387 198 (US$ 476 927).
- Disfruta: Durante esa tarde en el Court Central del Estadio Nacional, se realizó una tarea donde se pedía que llegaran por lo menos 2 mil personas (finalmente lo hicieron alrededor de 5 mil) vestidos con los colores de la bandera chilena (blanco, azul y rojo), y con una guitarra. A la hora de la tarea, esta multitud, al ritmo de sus guitarras, entonó primero la típica canción Si vas para Chile, y luego el jingle de Disfruta. El cumplimiento de este desafío consiguió que la empresa a la que estaba ligado este producto donara $ 120 millones (US$ 228 571) para un avanzado sistema de marcha para los niños impedidos.
- Santa Isabel: También ese día, en la playa El Sol de Viña del Mar, debían congregarse mil parejas (hombre y mujer), cada una llevando una bolsa de los supermercados Santa Isabel, y todas al mismo tiempo diesen un beso que duró un minuto. Esta meta fue cumplida y dicha cadena de supermercados entregó a la Teletón $ 25 millones (US$ 47 619).